# Tarahan
Tarahan is een bestuurslaag in het regentschap Lampung Selatan van de provincie Lampung, Indonesië. Tarahan telt 6251 inwoners (volkstelling 2010).